# Fedele Casella
Fedele Casella (* vermutlich um 1504 in Carona TI; nachweisbar von 1522 bis 1547 in Palermo) war ein italienischer Bildhauer und Stuckateur.

## Leben
Fedele Casella stammt vermutlich aus Carona und war der Vater des Bildhauers und Silberschmieds Scipione Casella sowie der Schwiegersohn des Antonello Gagini. Zusammen mit seinem Sohn Scipione († 1551) war er in der Werkstatt des Antonello Gagini, dessen Tochter er heiratete, angestellt. Ab 1522 war er stellvertretender Werkstattleiter. 1536 vollstreckte er das Testament des Antonello Gagini.

## Werke
Dokumentiert sind mehrere Aufträge für die Kathedrale von Palermo. 1536 schuf er für die Kirche Santa Maria di Portosalvo in Palermo sechs Säulen mit Basis und Kapitellen. 1541 schloss er mit Fazio Gaggini für die Ausführung eines Marmorthrons im Dom. 1543 führte er eine Statue des Heiligen Johannes des Täufers für den Helena-Altar im Dom aus. Im gleichen Jahr nahm er, zusammen mit seinem Sohn den Auftrag zur Schaffung einer Marmorstatue der Heiligen Cäcilie mit Darstellungen ihrer Legende an. Diese Arbeit wurde später von Vincenzo und Fazio Gaggini vollendet.